# Carne de oveja

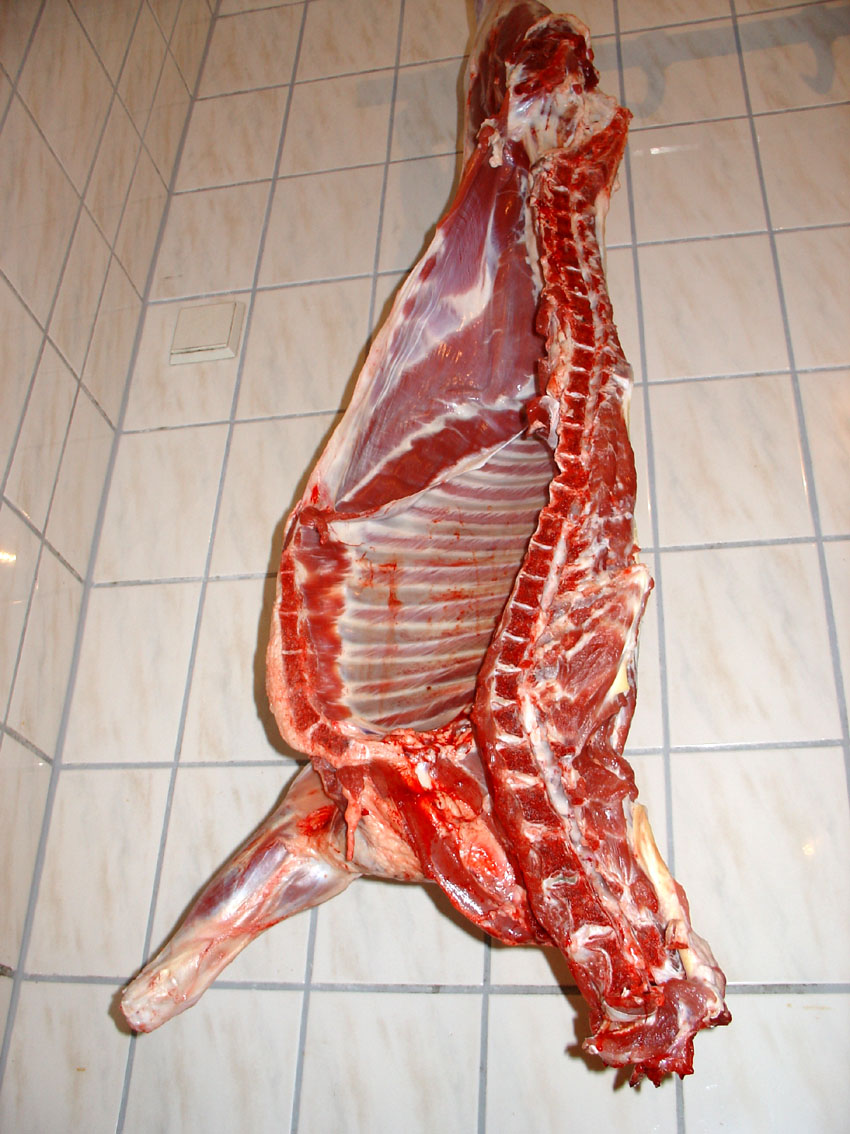
Medio carnero

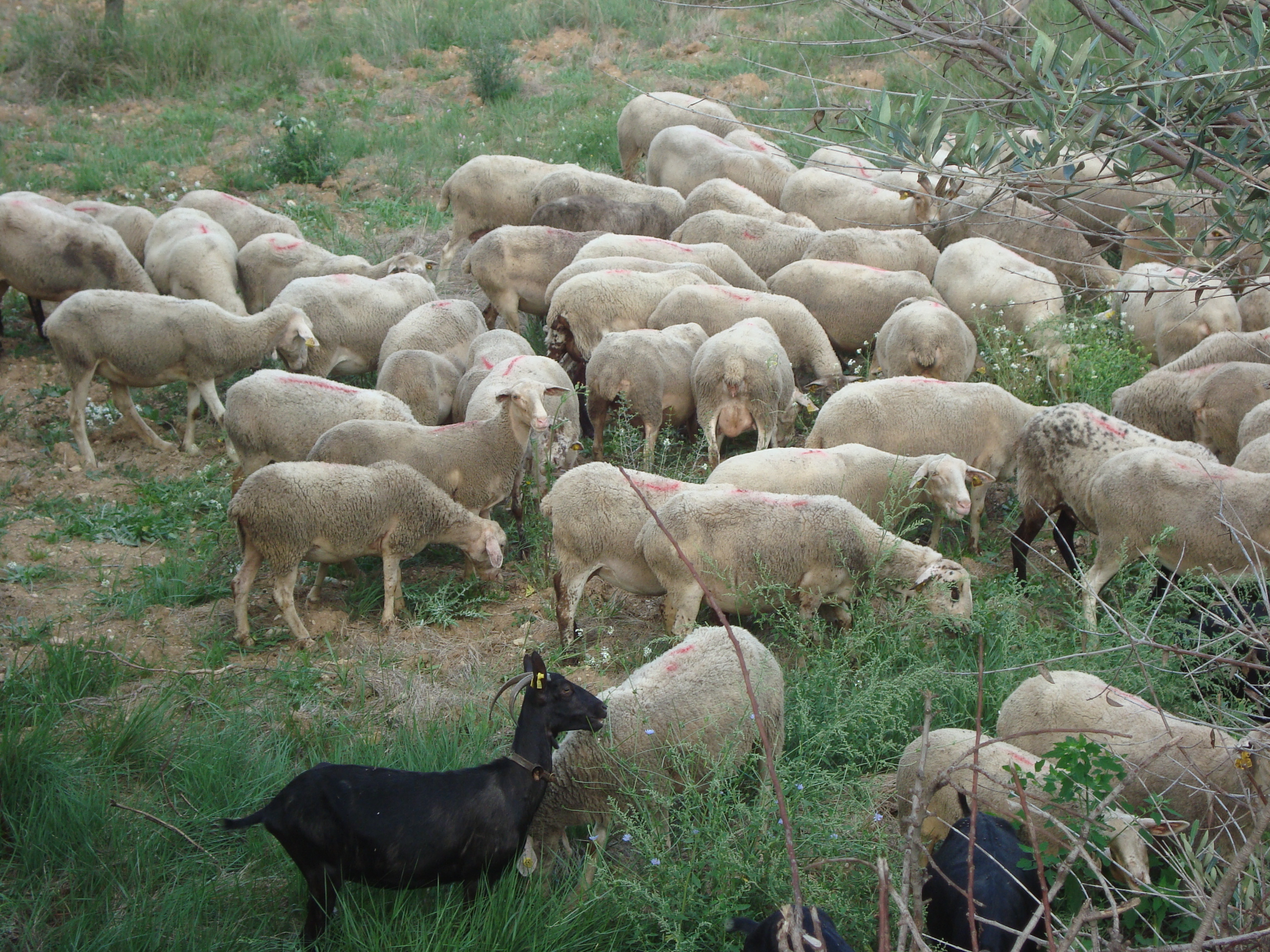
Rebaño de ovejas, Xert, Castellón.

La carne de oveja o cordero es carne de la oveja doméstica. Es consumida en muchos países al igual que la carne de cordero, ternera y otras carnes rojas. La carne ovina es rica en proteína y grasas.
La carne de oveja y carnero se consume mucho tanto en Turquía, como en los otros países que componían el Imperio otomano en los Balcanes, como Grecia, o en el Medio Oriente, como Siria e Irak. La carne ovina se consume mucho también desde el vecino Cáucaso Sur (Armenia, Azerbaiyán, Georgia e Irán) hasta España. Fuera del Viejo Mundo, los países con más consumo son Argentina, Australia, Brasil y Nueva Zelanda.
En la cocina del sur de Asia y en la del Caribe, «cordero» a menudo significa carne de cabra. En diversas épocas y lugares, «mutton» o «goat mutton» se ha utilizado ocasionalmente para referirse a la carne de cabra.
El cordero es el más caro de los tres tipos y, en las últimas décadas, la carne de oveja se vende cada vez más sólo como «cordero», lo que a veces hace que no se respeten las distinciones antes mencionadas. La carne de cordero, de sabor más intenso, es ahora difícil de encontrar en muchas zonas, a pesar de los esfuerzos de la Mutton Renaissance Campaign en el Reino Unido. En Australia, el término cordero de primera se utiliza a menudo para referirse a los corderos criados para carne. Otros idiomas, como el francés, el español, y el italiano, hacen distinciones similares o incluso más detalladas entre las carnes de oveja por edad y a veces por sexo y dieta-por ejemplo, lechazo en español se refiere a la carne de corderos alimentados con leche (no destetados).

## Clasificaciones y nomenclatura

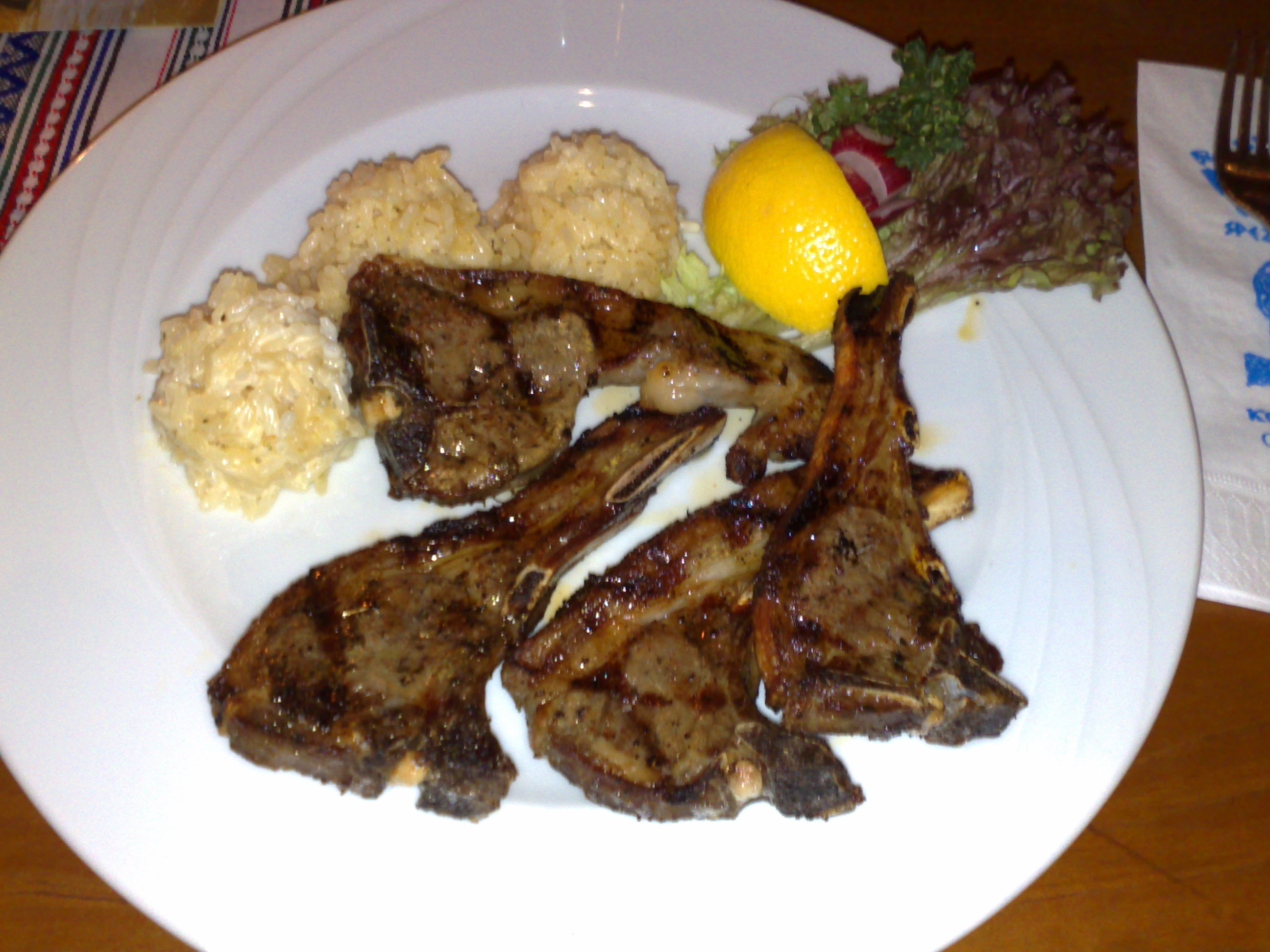
Chuletas de cordero de un restaurante griego.

Las definiciones de cordero, cochinillo y carnero varían considerablemente de un país a otro. Los corderos más jóvenes son más pequeños y tiernos. La carne de cordero procede de ovejas de más de dos años y es menos tierna. En general, cuanto más oscuro es el color, más viejo es el animal.

### Gran Bretaña, Australia y Nueva Zelanda
- Cordero: oveja joven de menos de un año. A partir del 1 de julio de 2019, la definición australiana es "un animal ovino que: (a) tenga menos de 12 meses de edad; o (b) no tenga ningún diente incisivo permanente puesto". Esta nueva definición supuso que los ganaderos australianos pudieran ampliar el término "cordero" con un mes más.[9] Esto siguió a un cambio de definición similar en Nueva Zelanda en 2018. En Gran Bretaña la definición sigue siendo "0 dientes incisivos permanentes". Se dice que un diente incisivo permanente está "desgastado" si sobresale más que los dientes de leche más cercanos.[9]
- Hogget (borrego)- Término para una oveja de cualquier sexo que no tiene más de dos incisivos permanentes puestos,[10] o su carne. En el Reino Unido, se refiere a animales de 11 a 24 meses, mientras que los carniceros australianos utilizan el término para animales de 13 a 24 meses.[11][12] Aún común en el uso agrícola y entre los carniceros especializados, ahora es un término poco común en los supermercados británicos, australianos y neozelandeses, donde la carne de todas las ovejas de menos de dos años tiende a llamarse "cordero".
- Ovino: carne de oveja hembra (oveja) o macho castrado (capón) con más de dos incisivos permanentes desgastados.

### Estados Unidos
A principios del siglo XX, la carne de cordero era muy consumida en Estados Unidos, pero su consumo ha disminuido desde la Segunda Guerra Mundial, la mayor parte de la carne de ovino en Estados Unidos procede de animales de entre 12 y 14 meses de edad, y se denomina "cordero"; el término "hogget" no se utiliza.
Los estatutos y reglamentos federales que regulan el etiquetado de los alimentos en Estados Unidos permiten que todos los productos ovinos se comercialicen como "cordero". La calidad del cordero según el USDA depende sólo en parte de la edad del animal. Los animales de hasta 20 meses pueden alcanzar la calidad del grado "USDA prime" dependiendo de otros factores, mientras que el cordero "USDA choice" puede ser de cualquier edad.
"Cordero de primavera" es definido por el USDA como el que ha sido sacrificado entre marzo y octubre.

### Subcontinente indio

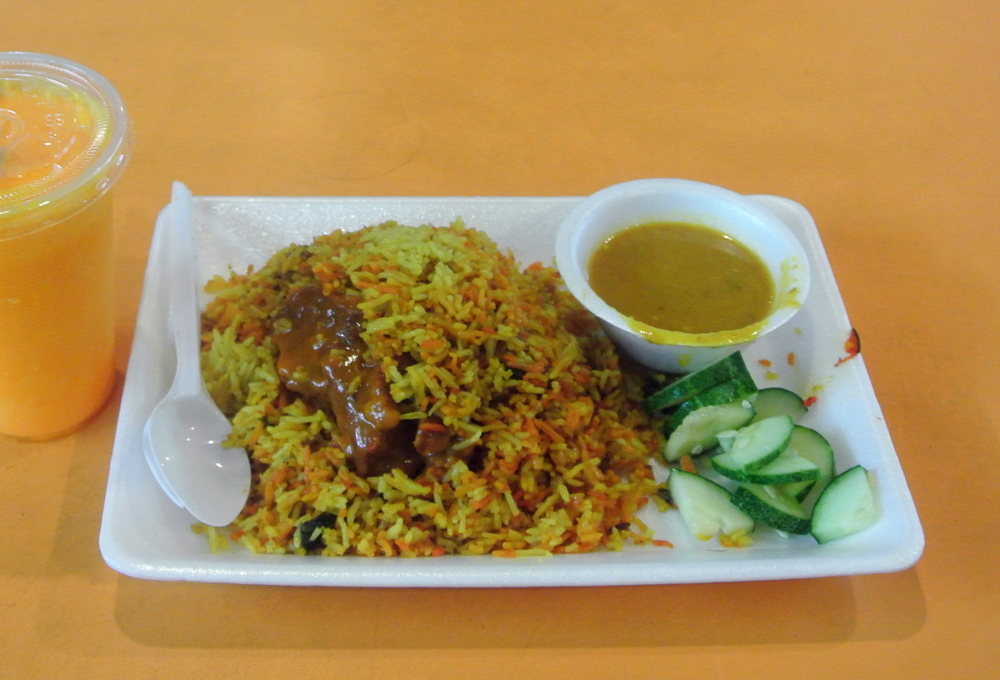
Biryani de cordero al estilo indio.

El término "mutton" o "cordero" se aplica a la carne de cabra en la mayoría de los países del subcontinente indio. Por ejemplo, el curry de cordero siempre se elabora con carne de cabra. Se calcula que más de un tercio de la población caprina se sacrifica cada año y se vende como carne de cordero. La población de ovejas domésticas en la India y el subcontinente indio ha estado en declive durante más de 40 años y ha sobrevivido a niveles marginales en regiones montañosas, basándose en razas de ovejas salvajes, y principalmente para la producción de lana.

### Otras definiciones
- Cordero lechal: carne de cordero no destetado, normalmente de 4 a 6 semanas de edad y un peso de 5,5 a 8 kg; casi no está disponible en países como Estados Unidos y el Reino Unido. El sabor y la textura del cordero lechal a la parrilla (como las chuletillas de cordero conocidas como chuletillas en España) o asado (lechazo asado o cordero lechal asado) suelen considerarse más finos que los del cordero de más edad y alcanzan precios más altos.[20] Las zonas del norte de España donde se puede encontrar son Asturias, Cantabria, Castilla y León, y La Rioja.  Los corderos alimentados con leche son especialmente apreciados para Pascua en Grecia, cuando se asan en un espetón.
- Cordero joven: cordero alimentado con leche de entre seis y ocho semanas.
- Cordero de primavera: cordero alimentado con leche, normalmente de tres a cinco meses de edad, nacido a finales del invierno o principios de la primavera y vendido normalmente antes del 1 de julio (en el hemisferio norte).
- Corderos lechales - término utilizado en Australia[21] - incluye a los corderos jóvenes alimentados con leche, así como a los corderos algo mayores, de hasta unos siete meses de edad, que también siguen dependiendo de la leche de sus madres. Las canales de estos corderos suelen pesar entre 14 y 30 kg. Los corderos destetados de más edad que aún no han madurado para convertirse en cordero se conocen como corderos de la vieja estación.
- Cordero joven: oveja joven de entre 12 y 24 meses de edad.
- Cordero salobre o Saltbush mutton: término utilizado en Australia para la carne de merinos maduros a los que se ha permitido pastar en plantas atriplex.
- Cordero de marisma salada (también conocido como cordero de marisma salada o por su nombre francés, agneau de pré-salé) es la carne de ovejas que pastan en marisma salada de estuarios costeros bañados por las mareas y que albergan una serie de hierbas y pastos tolerantes a la sal, como hinojo marino, esparto, acedera y lavanda de mar. Dependiendo de dónde se encuentre la marisma salada, la naturaleza de las plantas puede ser sutilmente diferente. El cordero de las marismas saladas es apreciado en Francia desde hace mucho tiempo y cada vez es más popular en el Reino Unido. Entre los lugares del Reino Unido donde se cría cordero de las marismas saladas figuran Harlech y la península de Gower en Gales, los Somerset Levels, la bahía de Morecambe y el Solway Firth.[22]
- Cordero de hiebra salada o Saltgrass lamb: un tipo de cordero exclusivo de Flinders Island (Tasmania). Los pastos de la isla tienen un contenido relativamente alto de sal, lo que da lugar a un sabor y una textura similares a los del cordero de marisma salada.[23]

## Platillos
La carne de oveja ocupa un lugar destacado en las cocinas de varias culturas mediterráneas, incluidas Grecia, Turquía, África del Norte, Jordania y Oriente Medio, así como en las cocinas de Pakistán y Afganistán. En Grecia, por ejemplo, es un componente integral de muchas comidas y de fiestas religiosas como la Pascua (ver avgolemono, magiritsa). También es muy popular en la cultura vasca, tanto en el País Vasco de Europa como en las zonas de pastoreo del oeste de Estados Unidos. En los Estados Unidos, los navajos han incorporado el cordero a su cocina tradicional desde la introducción de la oveja por los exploradores y colonos españoles en el siglo XVII, reemplazando el pavo salvaje y el venado y creando una cultura pastoril. En el norte de Europa, el cordero figura en muchos platos tradicionales, incluidos los de Islandia, Noruega y el Reino Unido, especialmente en las tierras altas del norte y oeste, Escocia y Gales. El cordero solía ser una parte importante de la cocina húngara debido a las fuertes tradiciones pastorales, pero comenzó a ser cada vez más despreciado con la expansión de la urbanización.
El cordero también es popular en Australia. El cordero es muy popular en Asia Central y en ciertas partes de China, donde otras carnes rojas pueden evitarse por razones religiosas o económicas. El cordero asado también es una especialidad en algunas áreas de los Estados Unidos (principalmente Owensboro, Kentucky) y Canadá. Sin embargo, la carne de oveja generalmente se consume mucho menos en los EE. UU. que en muchas cocinas europeas, centroamericanas y asiáticas; por ejemplo, el consumo promedio per cápita de cordero en los Estados Unidos es de solo 400 gramos por año.
En Australia, la pierna de cordero asada se considera el plato nacional. Comúnmente servido los domingos o cualquier otra ocasión especial, se puede hacer en una parrilla o en un horno convencional. La preparación típica consiste en cubrir la pierna de cordero con mantequilla, introducir ramitas de romero en las incisiones cortadas en la pierna y espolvorear hojas de romero en la parte superior. Luego, el cordero se asa durante dos horas a 180 °C y normalmente se sirve con zanahorias y patatas (también asadas), verduras y salsa.
En Indonesia, el cordero se sirve popularmente como cordero satay y cordero al curry. Ambos platos se cocinan con diversas especias de las islas y se sirven con arroz o con lontong. Una versión de curry de cordero y brotes de bambú es la especialidad de la cocina Minang, aunque también se puede encontrar un plato similar en la cocina tailandesa.
En México, el cordero es la carne preferida para el popular plato de barbacoa, en el que el cordero se asa o se cuece al vapor envuelto en hojas de maguey bajo tierra.
En la India medieval, los ejércitos, incapaces de cocinar comidas elaboradas, preparaban un plato de una olla donde cocinaban arroz con cordero. Este plato dio lugar al famoso Biryani.
En Japón, aunque el cordero no se consume tradicionalmente en la mayor parte del país, en la isla norteña de Hokkaido y las regiones nororientales de Tohoku, es popular un plato caliente llamado Jingisukan (es decir, "Genghis Khan"). En ese plato, el cordero en rodajas finas se cocina en una sartén convexa junto con varias verduras y champiñones frente a los comensales, luego se sumerge en salsas a base de salsa de soja y se come. Se llama así porque el cordero es popular en Mongolia.

### Producción de carne de ovino
La tabla siguiente ofrece una muestra de las naciones productoras, pero no se indican muchos otros productores importantes en el rango de 50-120 kt.
|                                            | 2008  | 2009  | 2010  | 2011  | 2012  |
| ------------------------------------------ | ----- | ----- | ----- | ----- | ----- |
| World                                      | 8,415 | 8,354 | 8,229 | 8,348 | 8,470 |
| Bandera de Argelia                         | 179   | 197   | 205   | 253   | 261   |
| Bandera de Australia                       | 660   | 635   | 556   | 513   | 556   |
| Bandera de Brasil                          | 79    | 80    | 82    | 84    | 85    |
| Bandera de la República Popular China      | 1,978 | 2,044 | 2,070 | 2,050 | 2,080 |
| Bandera de Francia                         | 130   | 126   | 119   | 115   | 114   |
| Bandera de Alemania                        | 38    | 38    | 38    | 39    | 36    |
| Bandera de Grecia                          | 91    | 90    | 90    | 90    | 90    |
| Bandera de la India                        | 275   | 286   | 289   | 293   | 296   |
| Bandera de Indonesia                       | 113   | 128   | 113   | 113   | 113   |
| Bandera de Irán                            | 170   | 114   | 90    | 104   | 126   |
| Bandera de Kazajistán                      | 110   | 116   | 123   | 128   | 128   |
| Bandera de Nueva Zelanda                   | 598   | 478   | 471   | 465   | 448   |
| Bandera de Nigeria                         | 145   | 149   | 171   | 172   | 174   |
| Bandera de Rusia                           | 156   | 164   | 167   | 171   | 173   |
| Bandera de Turquía                         | 278   | 262   | 240   | 253   | 272   |
| Bandera de Turkmenistán                    | 124   | 128   | 130   | 130   | 133   |
| Bandera del Reino Unido                    | 326   | 307   | 277   | 289   | 275   |
| Bandera de Estados Unidos                  | 81    | 80    | 76    | 69    | 72    |
| Source: Helgi Library, World Bank, FAOSTAT |       |       |       |       |       |